# Ebswien Kläranlage & Tierservice
Die ebswien Kläranlage & Tierservice (Eigenschreibweise: ebswien kläranlage & tierservice Ges.m.b.H., früher: Entsorgungsbetriebe Simmering) ist Betreiber der zentralen Kläranlage Wiens, in der das gesamte kommunale Abwasser der Stadt gereinigt wird, sowie Wasenmeisterei. Sie steht zu 100 Prozent im Eigentum der Stadt Wien.

## Geschichte
Nach dem Baubeginn für die zentrale Hauptkläranlage Wien (Grundsteinlegung am 4. Juni 1970) stellte sich die Frage, wie der anfallende Klärschlamm verwertet werden sollte. Da die Stadt Wien auch nach einer Lösung für die Verwertung des anfallenden Sondermülls suchte, fiel die Entscheidung zur Errichtung einer kombinierten Anlage zur Behandlung und Verbrennung von Klärschlamm und Sondermüll. Die 1976 gegründete Entsorgungsbetriebe Simmering Ges.m.b.H. (kurz: EbS) – ein Joint Venture zwischen Stadt Wien (über die Wiener Allgemeine Beteiligungs- und Verwaltungsgesellschaft mbH, eine Vorläuferin der heutigen Wien Holding GmbH) und der Betriebsgesellschaft für Industrieabfall und Altölbeseitigung GmbH (BIA) – sollte Bau und Betrieb der neuen Anlage übernehmen. Am 5. Juni 1978 legte Handelsminister Josef Staribacher den Grundstein für die Anlage, die zeitgleich mit der fertiggestellten zentralen Kläranlage, die am 30. Juni 1980 von Bürgermeister Leopold Gratz offiziell in Betrieb genommen wurde, ihren Betrieb aufnahm. Die Betriebsführung der Kläranlage oblag der MA 30 – Kanalisation (heute: Wien Kanal).
Im Jahr 1981 übernahm die Stadt Wien die Anteile der BIA an der EbS, seitdem steht das Unternehmen zu 100 Prozent im Eigentum der Stadt Wien.
1986 übernahm die EbS die Betriebsführung der zentralen Wiener Kläranlage.
Im Jahr 2000 erfolgte die Abspaltung der Verbrennungseinheit, die von der damaligen Fernwärme Wien übernommen wurde (Werk Simmeringer Haide). Die EbS waren ab diesem Zeitpunkt ausschließlich für die Reinigung der Wiener Abwässer zuständig.
2010 wurde das Unternehmen in ebswien hauptkläranlage Ges.m.b.H. umbenannt.
Nach der erfolgten Anwachsung des bisherigen Tochterunternehmens ebswien tierservice Ges.m.b.H. Nfg KG Anfang des Jahres 2021 änderte das Unternehmen seinen Namen auf ebswien kläranlage & tierservice Ges.m.b.H. Neben der Abwasserreinigung zählt nun auch die Wiener Wasenmeisterei (Ausübung des Abdeckergewerbes) zu den Aufgaben des Unternehmens.
Am 5. Dezember 2023 ging die erste Ausbaustufe eines Großwärmepumpenwerks in Betrieb. Für 70 Mio. € von Wien Energie investierte Baukosten wurden 3 Wärmepumpeneinheiten installiert, die geklärtes Abwasser in Wärmetauschern um 6 Kelvin (= 6 Grad Celsius) abkühlen, bevor es wie bisher in den Donaukanal rinnt und dafür Fernwärmewasser auf 90 °C erwärmt. Eine neue Direktstromleitung vom Kraftwerk Freudenau wurde für den Betrieb insbesondere der Kältemittelkreislaufpumpen errichtet. Die neue Pumpe zum Einkoppeln des erwärmten Fernwärmewassers hat 7500 m³/h Durchsatz. Die erzielte Fernwärmeleistung beträgt knapp 55 MW, Wärme für „bis 56.000 Haushalte“. 2027 sollen mit dem geplanten Vollausbau alle Werte verdoppelt werden.